# Hans-Dieter Fritschler
Hans-Dieter Fritschler (* 18. Mai 1941 in Hildburghausen; † 19. September 2021 in Suhl), besser bekannt unter seinen Initialen HDF, war ein deutscher Politiker und Parteifunktionär der Sozialistischen Einheitspartei Deutschlands (SED).
Seit den 1960er Jahren war Fritschler in diversen Positionen für die Freie Deutsche Jugend (FDJ) und später die SED im Bezirk Suhl tätig. Ab April 1982 fungierte er als Erster Sekretär der Kreisleitung der SED im Kreis Bad Salzungen. Überregionale Bekanntheit erlangte er durch seine Porträtierung im 1988 erschienenen Buch Der Erste von Landolf Scherzer, welches einen für damalige Verhältnisse beispiellosen Einblick hinter die Kulissen der SED bot und offen Probleme der Gesellschaft und Planwirtschaft der DDR thematisierte.

## Leben
Fritschler wurde 1941 in Hildburghausen als Sohn einer Arbeiterfamilie geboren.:10, 192 Sein Vater starb im Krieg, er wuchs zusammen mit seinen sechs Geschwistern bei seiner Mutter auf, die in einer Hildburghäuser Teefabrik arbeitete.:192–193
Mit 14 Jahren schloss Fritschler die Volksschule ab und begann eine Lehre als Forstarbeiter.:23, 57 Fritschler trat 1955 freiwillig der neu gegründeten Nationalen Volksarmee bei, wo er in Prora stationiert wurde:58, 75, 110. Dort lernte er auch seine spätere Frau Ingrid kennen.:111
Obwohl er bereits zuvor der SED beigetreten war, wurde er erst durch den Politstellvertreter seiner Einheit, der für ihn eine Vaterfigur war, zu einem überzeugten Parteimitglied. Darüber hinaus trieb ihn Verachtung für die Gegner der DDR an, die er als „fette Spekulanten“ betrachtete.:57–59

### Karriere in der FDJ
Fritschler wurde bald hauptamtlicher FDJ-Funktionär, zunächst als Instrukteur der FDJ-Kreisleitung Hildburghausen.:110 In dieser Funktion trieb er Mitgliedsbeiträge von den örtlichen FDJ-Grundorganisationen ein.:190 Nach einem einjährigen Lehrgang für Jugendfunktionäre an der Jugendhochschule „Wilhelm Pieck“ am Bogensee stieg er 1966 zum Ersten Sekretär der FDJ Hildburghausen auf.:63, 108–109, 193
1969 verließ Fritschler seine Position als Erster Sekretär, um einen Dreijahreslehrgang an der Parteihochschule „Karl Marx“ in Berlin zu absolvieren, welchen er als Diplom-Gesellschaftswissenschaftler abschloss.:108–109 1973 arbeitete er folgend ein weiteres Jahr lang beim Zentralrat der FDJ, wo er die 10. Weltfestspiele der Jugend und Studenten in Ost-Berlin vorbereitete.:113
Im Oktober desselben Jahres kehrte er als Erster Sekretär der FDJ-Bezirksleitung in den Bezirk Suhl zurück, eine Position, die er die nächsten fünf Jahre innehatte.:108–109 Als Erster Sekretär der FDJ-Bezirksleitung war er satzungsgemäßes Mitglied des Sekretariats der SED-Bezirksleitung.

### Karriere in der SED
Fritschler stieg 1980 als Zweiter Sekretär der SED-Kreisleitung Hildburghausen in den SED-Apparat auf.:108–109 Im April 1982 wurde er überraschend Erster Sekretär der SED im benachbarten Kreis Bad Salzungen,:108–109 dem bevölkerungsreichsten Kreis des Bezirks. Er folgte auf Hans-Joachim Herzog, welcher nach nur einem Jahr im Amt wegen angeblicher Vorteilsnahme abgesetzt worden war.
Damit wurde er zum führenden Politiker im Kreis:41, 43 und Vorgesetzter eines Parteiapparates mit zuletzt 119 Mitarbeitern.:216–217 Für Fritschler kam diese Beförderung überraschend und er fühlte sich von der persönlichen Verantwortung und Macht, die sich im Amt des Ersten Sekretärs bündelte, überfordert.:41

## Der Erste
1980 bat der Lokalautor Landolf Scherzer den Sekretär für Kultur der SED-Bezirksleitung Suhl darum, den Ersten Sekretär der Bezirksleitung oder den Ersten Sekretär einer Kreisleitung für ein Buch begleiten zu dürfen. Schließlich durfte er Fritschler im November und Dezember 1986 vier Wochen lang begleiten.:7–8
Das daraus entstandene Buch aus dem Jahr 1988 trug den Titel Der Erste. Protokoll einer Begegnung und gewährte einen unverfälschten Blick hinter die Kulissen der SED und porträtierte Fritschler, sowohl als Ersten Sekretär wie auch privat, einschließlich Widersprüchen und Selbstzweifeln. Einzigartig für ein Werk, das vor der Friedlichen Revolution veröffentlicht wurde, diskutierte es offen die Probleme der DDR-Planwirtschaft,:35–40, 46, 148–150 insbesondere Mängel,:48 aber auch Probleme der ostdeutschen Gesellschaft, darunter Alkoholismus.:18–19, 47 Das Buch wurde als „ein kleines Avantgarde-Stück Glasnost für die DDR“ bezeichnet.

### Rezeption
Der Erste wurde in der DDR schnell zum Bestseller, die ersten beiden Auflagen waren fast sofort ausverkauft. Das Buch wurde später als Theaterstück und als Hörspiel adaptiert. 1997 erschien eine zweite Auflage mit dem zusätzlichen Kapitel Der letzte Erste, welches die Wende im Kreis Bad Salzungen im Dezember 1989 beschreibt.
Fritschler selbst sah sich zunächst innerparteilicher Kritik ausgesetzt, insbesondere im Bezirk Suhl, wo das Buch als Tabuthema galt.:41–42 Hans Albrecht versuchte, ihn zur Rücknahme kritischer Aussagen in dem Buch zu drängen, doch Fritschler stand zu seinen Aussagen.:230 Die interne Kritik ließ nach, als Kurt Hager, der für Kultur zuständige ZK-Sekretär, das Buch absegnete.:42

## Spätere Jahre und Tod
Fritschler blieb aktives Mitglied in den Nachfolgeparteien der SED, der PDS und Die Linke. Er gehörte dem Ältestenrat der Thüringer Linken an.
Nach der deutschen Wiedervereinigung fand er eine Anstellung in der Landesgeschäftsstelle der Thüringer PDS, wo er unter anderem im Dezember 2000 zum Wahlkampfleiter ernannt wurde. Diese Stelle musste er nach einer Operation am Kopf und einem mehrmonatigen Koma aufgeben, seitdem war er auf einen Rollstuhl angewiesen.
Fritschler lebte bis zu seinem Lebensende mit seiner Frau in einem Plattenbau im Zentrum Suhls. Er starb am Morgen des 19. September 2021 im Alter von 80 Jahren. Beileid bekundete unter anderem Bodo Ramelow, der damalige Thüringer Ministerpräsident.